# タインニエン

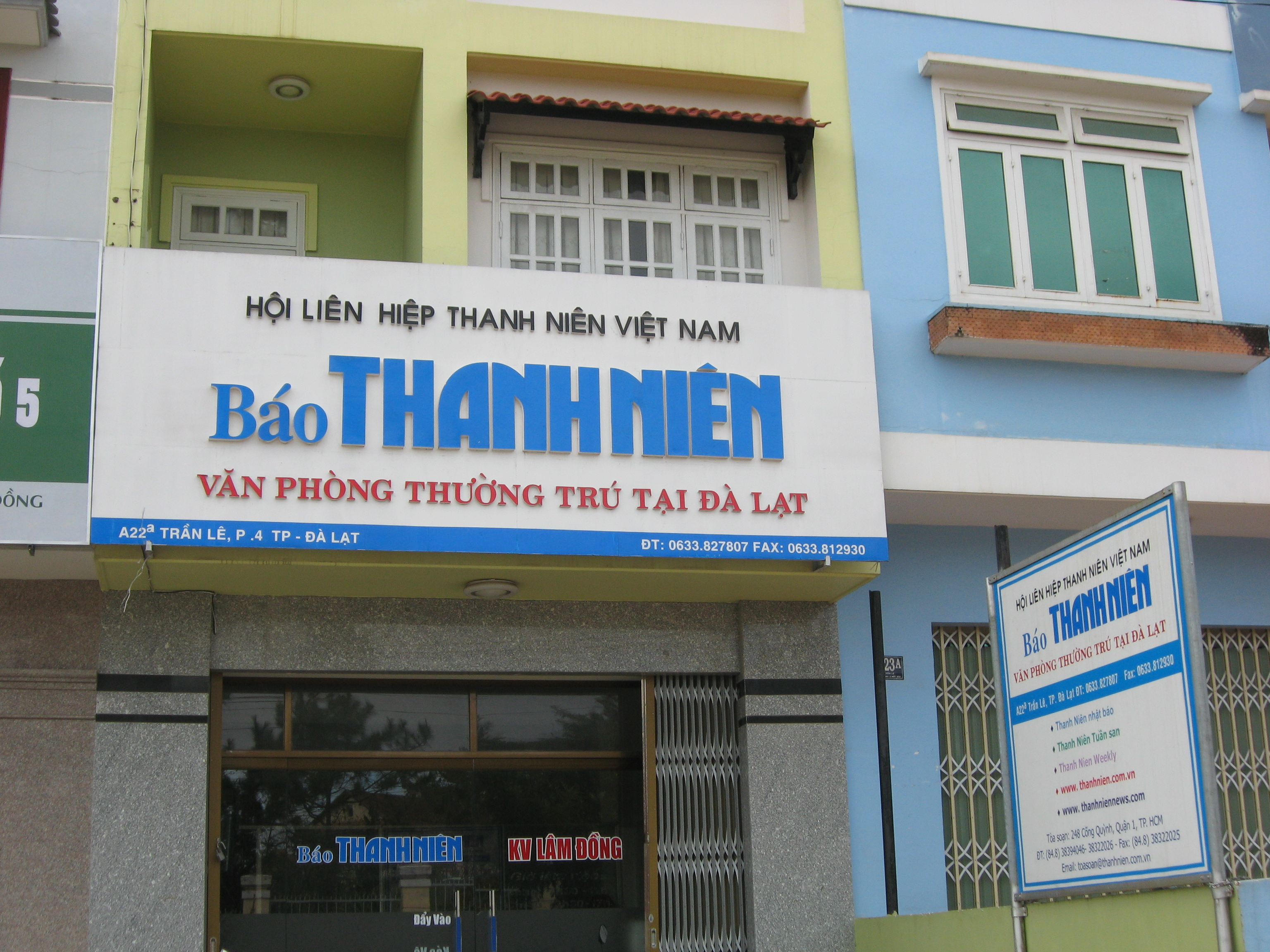
タイン・ニエン紙の常設事務所（ダラット）

タインニエン （ベトナム語：Báo Thanh Niên / 報青年) は ホーチミン市を中心に発行されているベトナムの新聞。 ベトナムでもっとも多く発行されている新聞のひとつであり、ベトナム語版は毎日、英語版は週刊で発行されている。 なお本紙はベトナム青年連協会 (ベトナム語: Hội Liên hiệp Thanh niên Việt Nam）の 公式紙であり、社会的な問題を多く取り上げている。
英語版の「タインニエン・ウィークリー」は2012年6月6日に「ベトウィーク（Vietweek）」にリニューアルされた。